# Menophra fractaria
Menophra fractaria là một loài bướm đêm trong họ Geometridae.